# Sing (filme)
Sing (bra: Sing - Quem Canta Seus Males Espanta; prt: Cantar! ) é um filme de comédia musical de animação estadunidense de 2016, dirigido e escrito por Garth Jennings. Produzido pela Illumination Entertainment, é estrelado com as vozes de Matthew McConaughey, Reese Witherspoon, Seth MacFarlane, Scarlett Johansson, John C. Reilly, Tori Kelly, Taron Egerton e Nick Kroll.
Uma sequência, intitulada Sing 2, foi lançada em 22 de dezembro de 2021.

## Enredo
Buster Moon é um Coala super otimista que está em uma situação tão crítica com seu teatro que mora nele mesmo e está em risco de perdê-lo. Como ama o teatro e seu pai trabalhou duro para ele conseguir aquele teatro que ele tanto queria, tem uma ideia inusitada para salvá-lo: Um concurso de canto. Enquanto isso na mesma cidade temos cinco animais: Rosita, uma Porca doméstica que desistiu da carreira de cantora na adolescência para viver uma vida de dona de casa aonde ela tem que cuidar de seus 25 leitões já que o marido está constantemente ocupado pelo trabalho; Ash, uma Porco-espinho roqueira-punk que tem um namorado e parceiro de canto que a trai; Johnny, um Gorila-das-montanhas que tem sérios problemas com o pai porque o seu grande sonho é ser cantor e seu pai quer que ele seja um criminoso e siga seus passos; Mike, um Rato ambicioso que quer conquistar uma garota e viver uma vida boa com ela; Meena, uma Elefanta que tem uma bela voz, mas seu medo de palco impede dela realizar seu sonho de ser cantora; Ghunter, um porco muito otimista e talentoso que sempre busca o lado positivo das coisas. Buster organiza o concurso de canto prometendo dar 1000 dólares para o vencedor, mas por um erro de sua assistente, Dona Kiki, o panfleto com o anúncio do concurso sai com 100.000 dólares em vez de 1000, atraindo todos para o concurso. Mesmo sem ter tanto dinheiro, Buster Moon decide dar continuidade ao concurso, acreditando que assim o teatro será salvo e ele e seus artistas finalmente atingirão o sucesso. Porém, o caminho para o sucesso pode se revelar difícil, tortuoso e com consequências drásticas tanto para os participantes quanto para Buster Moon. O filme na versão brasileira conta com as vozes de Mariana Ximenes, Fiuk, Marcelo Serrado, Wanessa Camargo e Sandy.

## Elenco
- Estúdio: Delart (RJ)
- Média/Mídia: Cinema
- Direção: Manolo Rey
- Tradução: André Bighinzoli
- Direção Musical: Félix Ferrà

| Personagem                    | Elenco Eua          | Elenco Brasil     | Elenco Portugal        |
| ----------------------------- | ------------------- | ----------------- | ---------------------- |
| Buster Moon                   | Matthew McConaughey | Marcelo Garcia    | Vasco Palmeirim        |
| Rosita                        | Reese Witherspoon   | Mariana Ximenes   | Aurea                  |
| Mike                          | Seth MacFarlane     | Claudio Galvan    | Filipe Duarte          |
| Ash                           | Scarlett Johansson  | Wanessa Camargo   | Marisa Liz             |
| Eddie                         | John C. Reilly      | Alexandre Moreno  | Welket Bunguê          |
| Meena                         | Tori Kelly          | Sandy             | Deolinda Kinzimba      |
| Johnny                        | Taron Egerton       | Fiuk              | Mickael Carreira       |
| Gunter                        | Nick Kroll          | Marcelo Serrado   | António Machado        |
| Norman                        | Nick Offerman       | Élcio Romar       | José Jorge Duarte      |
| Marcus/Big Daddy              | Peter Serafinowicz  | Gerson Souza      | Anselmo Ralph          |
| Karen Crawley (BR. Dona Kiki) | Garth Jennings      | Wirley Contaifer  | Peter Michael          |
| Lance                         | Beck Bennett        | Raphael Rossatto  |                        |
| Nana Noodleman                | Jennifer Hudson     | Márcia Coutinho   | Catarina Furtado       |
| Mãe de Meena                  | Leslie Jones        | Mônica Rossi      |                        |
| Avô de Meena                  | Jay Pharoah         | Gerson Souza      | Fernando Luís          |
| Judith                        | Rhea Perlman        | Márcia Morelli    | Maria Henrique         |
| Avó de Meena                  | Laraine Newman      | Marlene Costa     |                        |
| Repórter Bob                  | Bill Farmer         | Márcio Simões     | Ricardo Monteiro       |
| Stan                          | Adam Buxton         | Anderson Coutinho |                        |
| Babuíno                       | Brad Morris         | McKeidy Lisita    |                        |
| Becky                         | Tara Strong         | Jullie            | Mafalda Luís de Castro |

## Sequência
Uma continuação do filme, Sing 2, foi lançada em 22 de dezembro de 2021, antes prevista para 23 de dezembro de 2020. Na sequência, Buster Moon e a sua equipe de artistas retornam, agora tentando atingir o sucesso fora da cidade.